# Коритниця (Толмин)
Коритниця (словен. Koritnica) — поселення в общині Толмин, Регіон Горишка, Словенія. Висота над рівнем моря: 316,1 м. Розміщене на правому березі річки Бача.